# Way Upstream
Way Upstream is een Britse film uit 1987, geschreven en geregisseerd door Terry Johnson. De film is gebaseerd op het gelijknamige toneelstuk uit 1981, van Alan Ayckbourn.

## Verhaal
Twee koppels maken een boottochtje. Hun vakantie verandert langzaam in een nachtmerrie wanneer ze een behulpzame vreemdeling mee aan boord nemen.

## Rolverdeling
| Acteur            | Personage     |
| ----------------- | ------------- |
| Nick Dunning      | Alistair      |
| Joanne Pearce     | Emma          |
| Barrie Rutter     | Keith         |
| Marion Bailey     | June          |
| Stuart Wilson     | Vince         |
| Lizzy McInnerny   | Fleur         |
| Veronica Clifford | Mrs. Hatfield |